# Johann Rumpf (Künstler)

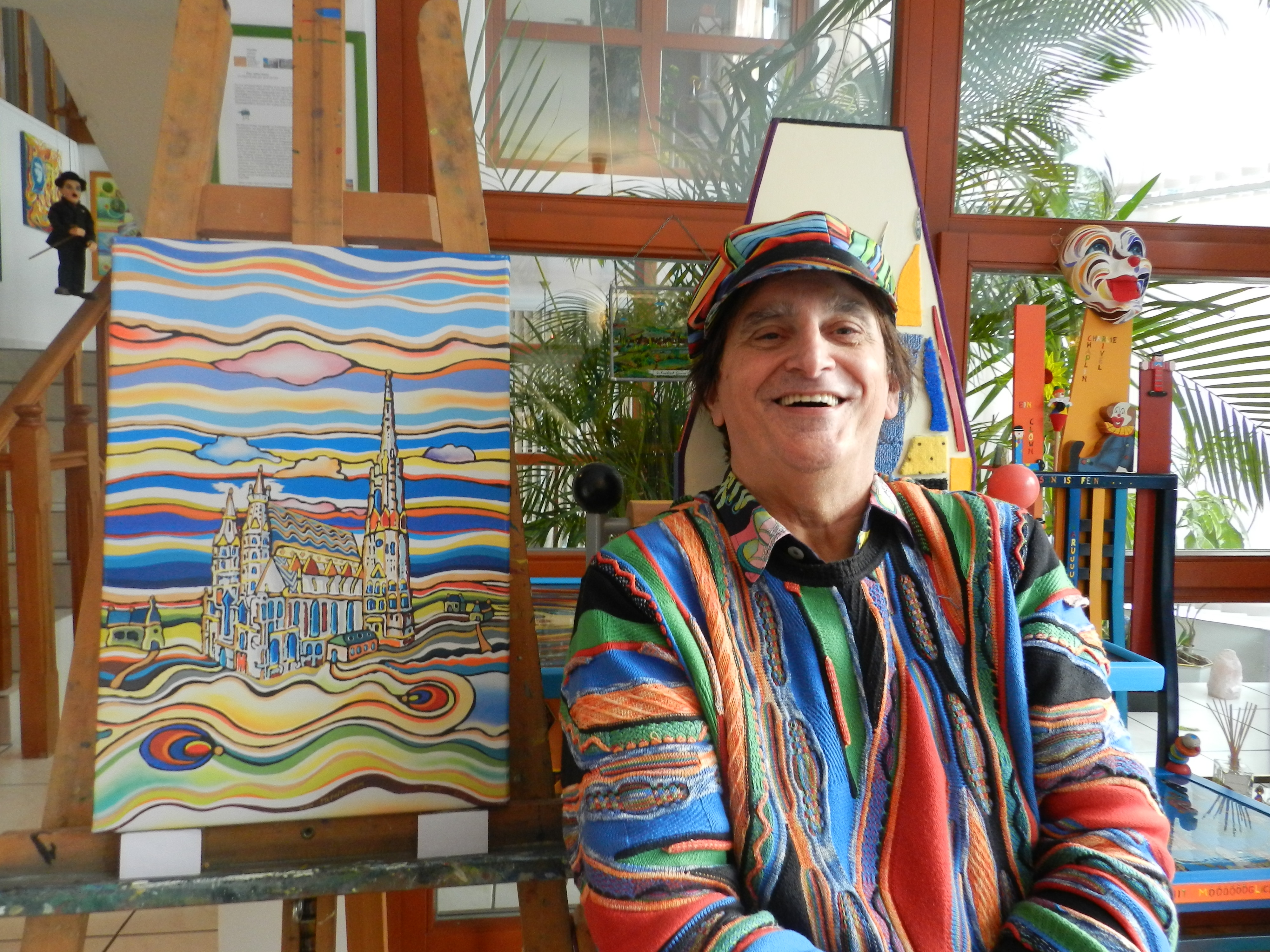

Johann Rumpf (* 7. April 1950 in Wien) ist ein österreichischer bildender Künstler. Sein Werk umfasst die Bereiche Malerei, Zeichnung, Grafik, Kunstmöbel, Kunsthandwerk und Literatur.

## Leben und Werk
Johann Rumpf übte zunächst den erlernten Beruf als Kunsttischler aus. Gleichzeitig besuchte er die Wiener Kunstschule und Künstlerische Volkshochschule in Wien unter Gerda Matejka Felden, Reo Martin Pedrazza und Gotthard Fellerer.
1973 war er Leiter von Malaktionen bei der Gründung des vom Kulturamt der Stadt Wien und dem Landesjugendreferat ins Leben gerufenen „Wiener Ferienspiels“ (heute Wien Xtra) beteiligt.
Rumpf gründete 1976 seine eigene Firma, JR Vienne Art Decoratif. Von Beginn an bis 2010 wurde Kunsthandwerk (handbemalte Glasbilder, Glaskugeln, Glasschmuck und Designspiegel) in Österreich, Europa und die USA verkauft.
Im öffentlichen Raum in Wien steht seit 2018 das nach den Entwürfen von Johann Rumpf und von Gerold Kubitschek geschnitzte  Gustav-Klimt-Denkmal in der Richard-Strauß-Straße 8 in Wien.
Das gesamte äußere Erscheinungsbild des Funpalast entstammt ebenfalls dem Design und der Gesamtkonzeption von Johann Rumpf.
Seit 2014 haucht der Künstler alten Sesseln neues Leben ein, indem diese nach der künstlerischen Aufarbeitung zwar noch die Funktion bewahren aber etwas ganz Neues werden. Müllvermeidung, Werterhaltung und Langlebigkeit stehen dabei im Mittelpunkt der neuen, technisch und künstlerisch gearbeiteten Unikate, die schon ihre eigene Geschichte haben.
Der Künstler ist seit 2020 laufend im DOROTHEUM Wien auf den Int. DESIGN Auktionen mit seinen bunten ausgefallenen Kunststühlen, Kunsttischen und Kunstleuchten vertreten. Sein Kunststuhl Flower Power Chair / 2021 wurde in die Kunstsammlung Thierry Barbier-Müller aufgenommen.

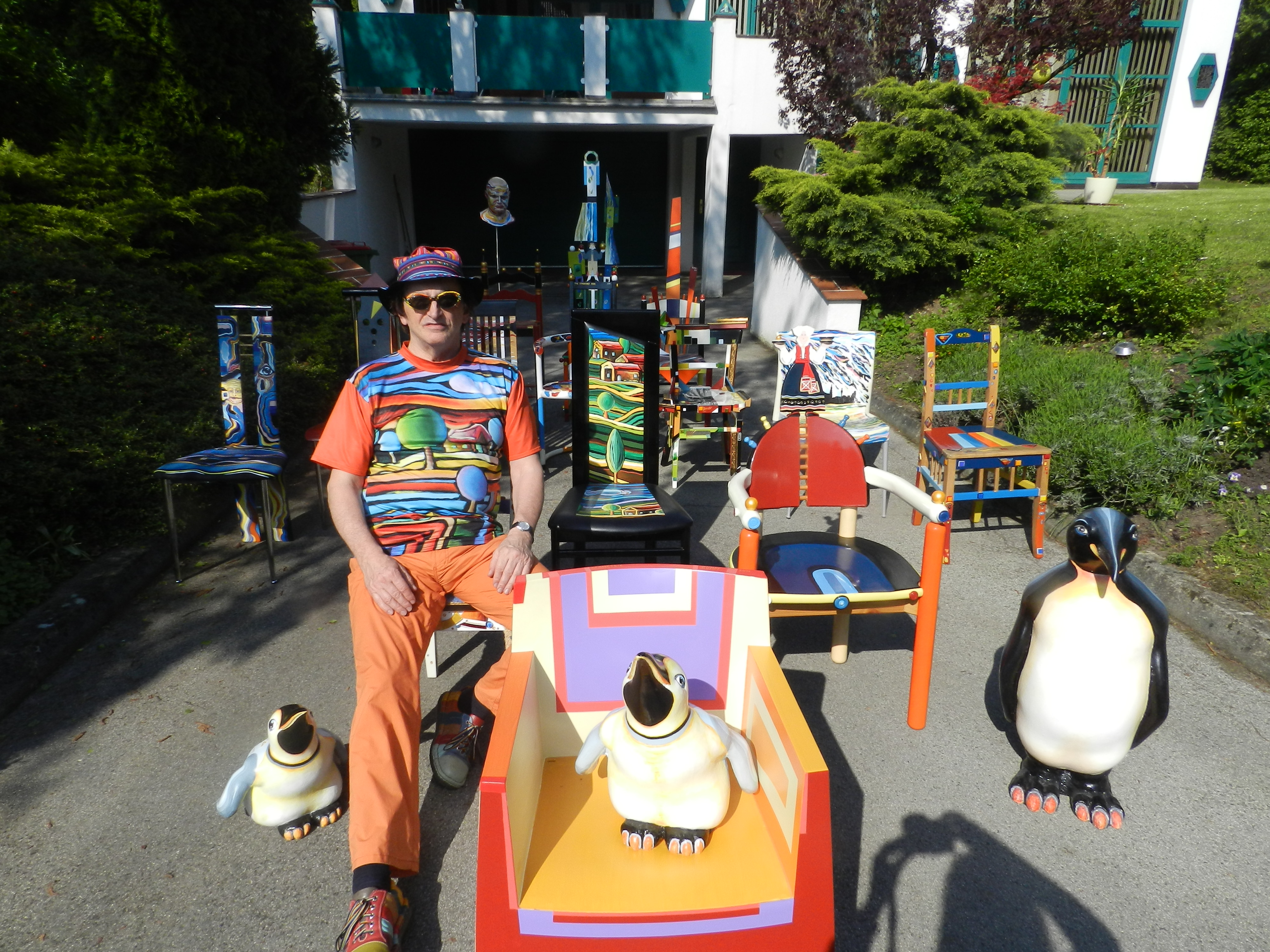

Rumpf verfasste Kurzgeschichten im Wiener Dialekt und veröffentlichte einige davon im Jahr 2015 in einer Hörbuch-CD mit Musik (gelesen von Gabriele Schuchter). Die Musik dazu wurde von Patrick Péronne komponiert.

## Auszeichnungen
- 2019: ART-Award der Berufsvereinigung der bildenden Künstler Österreichs, Landesverband W/NÖ/Bgld.[2]

## Mitgliedschaften

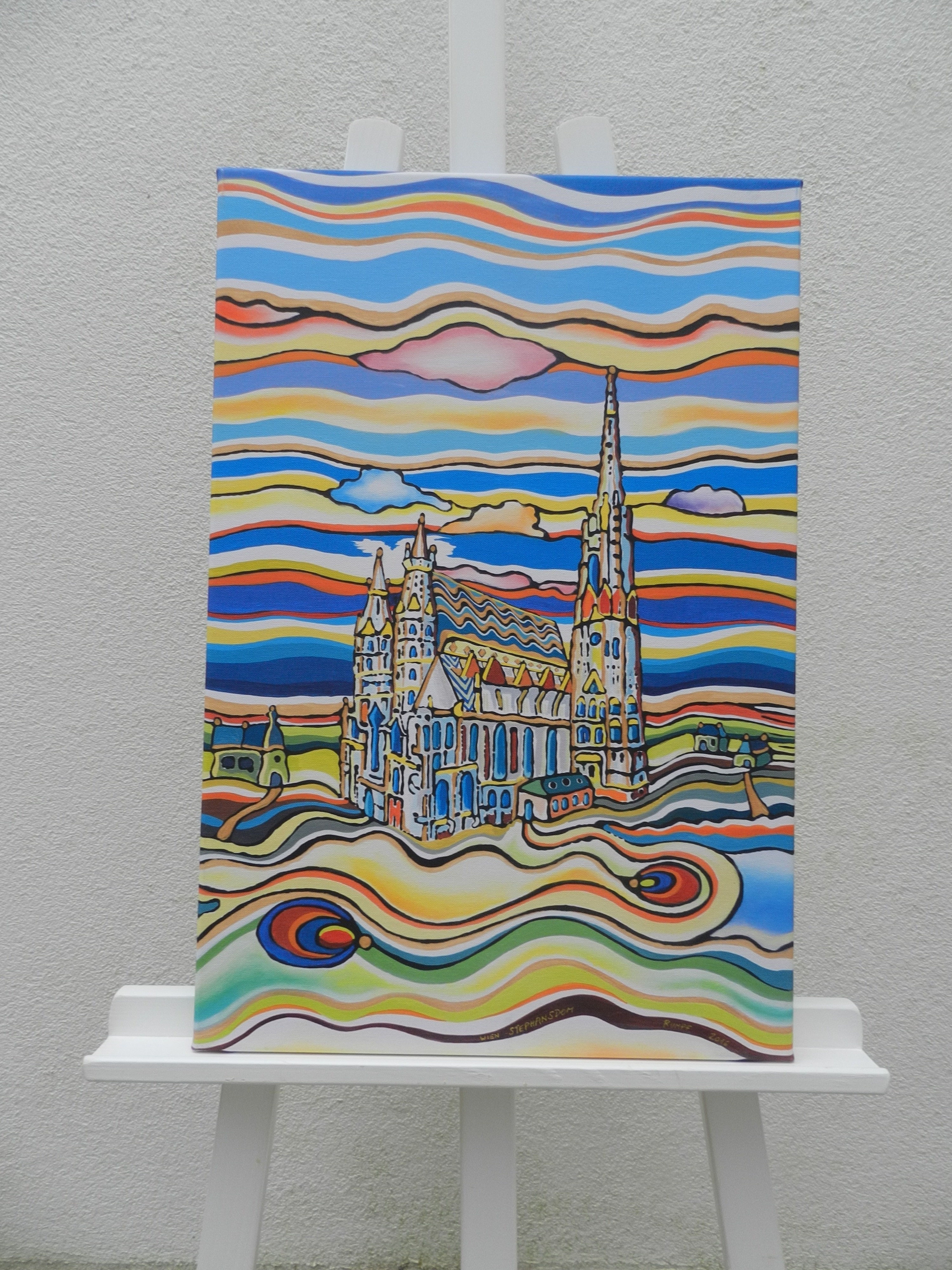
IG Windkraft Kunstwettbewerb 2016

- seit 1976: Berufsvereinigung der bildenden Künstler Österreichs.[2]
- seit 2015 Literar Mechana